# Bag-in-box

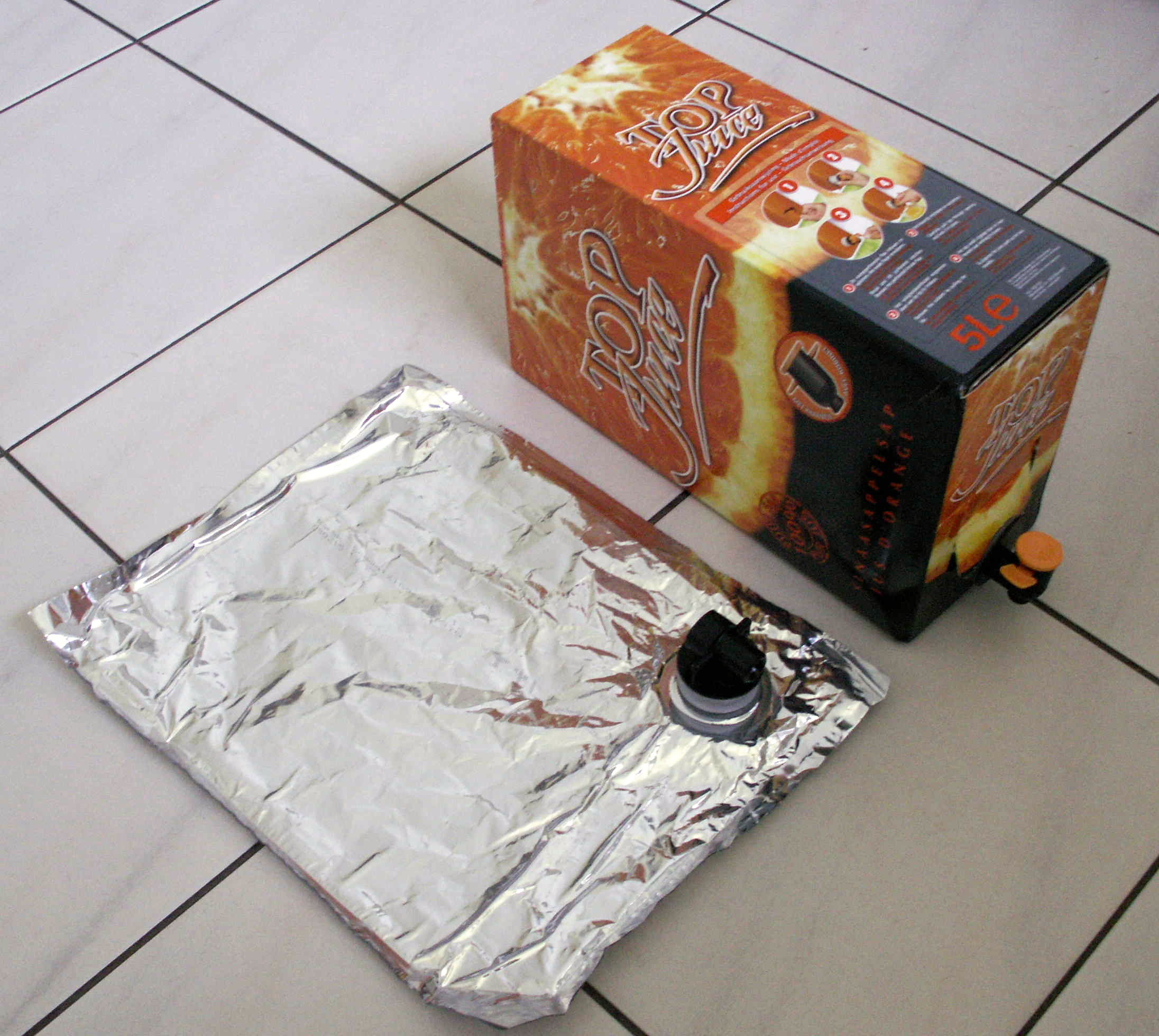
Bag-in-box (a destra) e sacca interna (a sinistra).

Il Bag-in-Box (tradotto letteralmente "sacca nelle scatola", abbreviato anche in B-i-B) è un contenitore composto da una sacca costituita da più film di materiali accoppiati (generalmente materiale plastico e alluminio), dotata di un apposito tappo e/o rubinetto/dispenser, posizionata dentro una scatola in materiale rigido, tipicamente cartone. 
In questa maniera si ha il vantaggio di un contenitore a tenuta stagna e buon isolamento rispetto alla luce e al calore (grazie alla sacca interna) e di una moderata rigidità del contenitore, fornita dall'involucro esterno (in modo da essere trasportato e stoccato in maniera più agevole rispetto ad una semplice sacca).
Nel caso in cui il contenitore sia di forma cilindrica, si parla più specificatamente di "bag-in-tube".

## Applicazioni
I bag-in-box  possono essere usati per conservare, trasportare e versare liquidi più o meno densi, alimentari (ad esempio vino o salse) e non (ad esempio carburanti come benzina, gasolio, ecc.).
Sono generalmente utilizzati per contenere quantitativi di liquido da pochi litri a qualche decina di litri, ma esistono anche bag-in.box più capienti, fino anche a 1500 litri.

## Fabbricazione

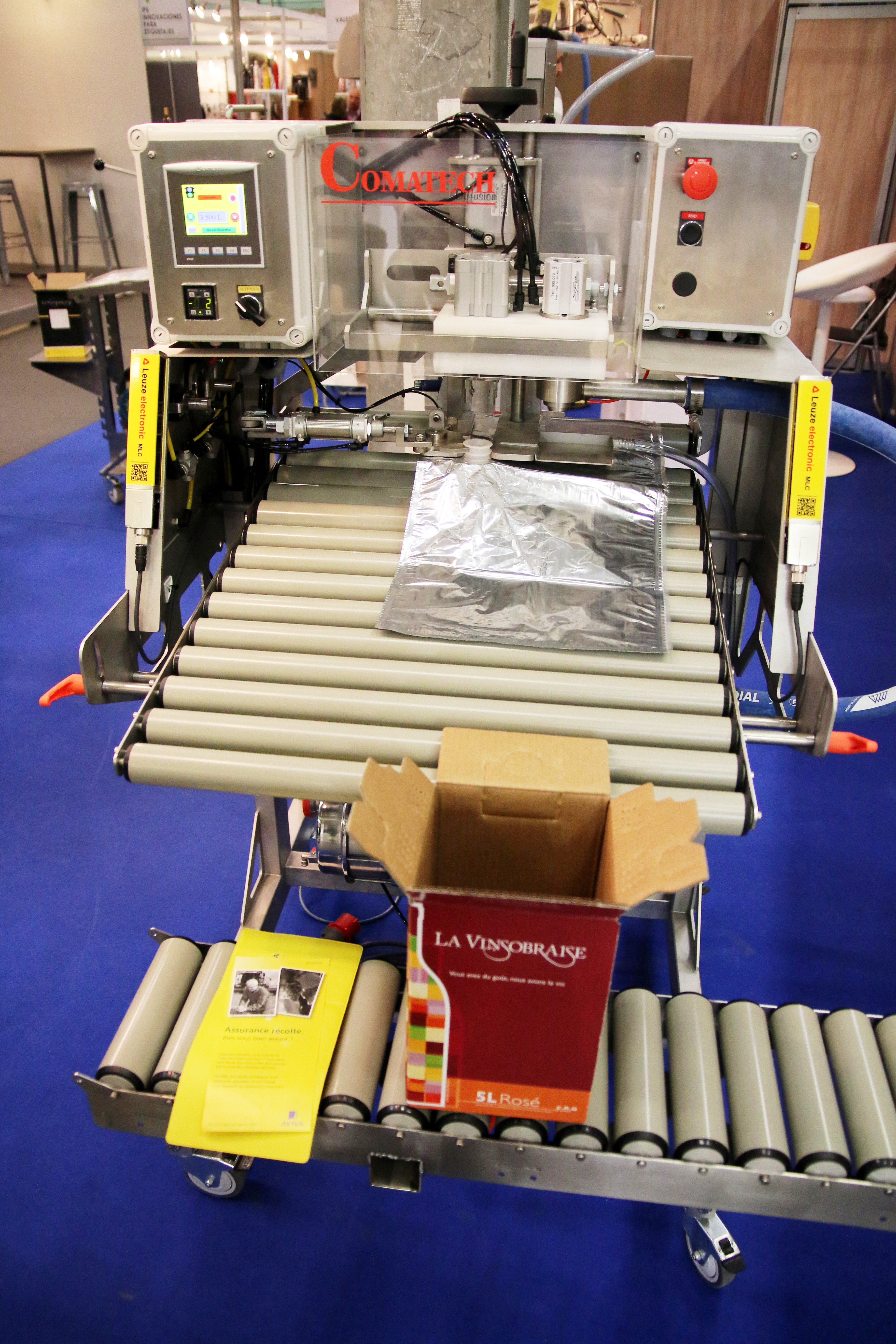
Fabbricazione di bag-in-box

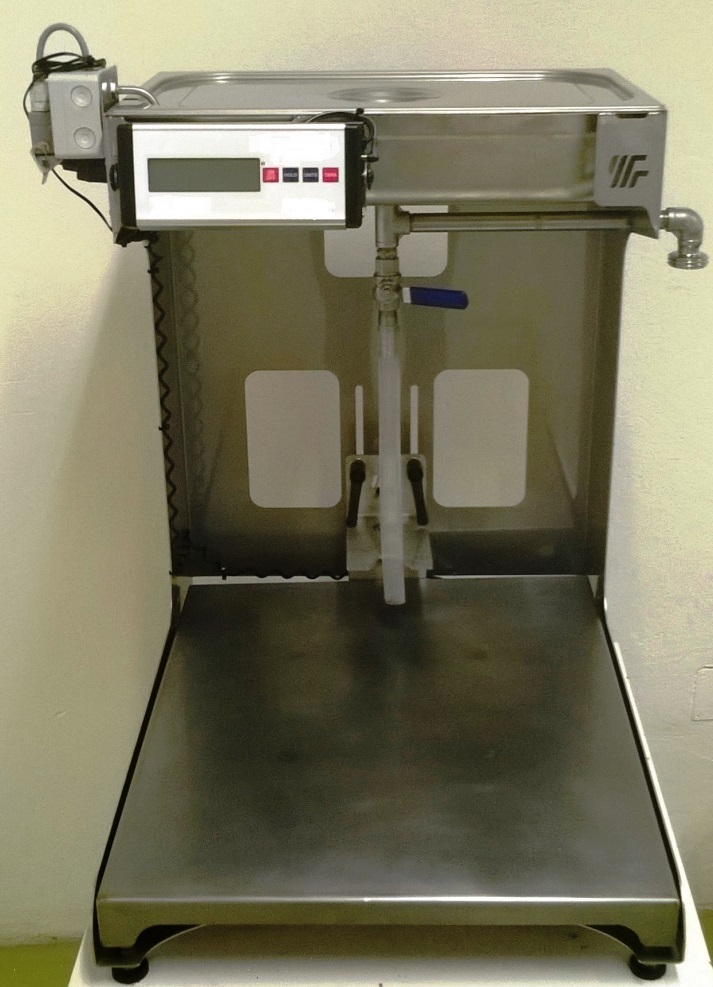
Riempitrice per bag-in-box

Le sacche sono dotate di diverse tipologie di tappi e dispenser e sono acquistate piatte in rotoli o singole impilate. Sono riempite attraverso apposite riempitrici manuali o automatizzate.
Una volta riempito il sacchetto e sigillato il tappo e/o dispenser, la sacca viene inserita in una scatola recante informazioni sul contenuto.
Il tappo/dispenser è posizionato attraverso un'apertura prefustellata posizionata su una faccia della scatola, in corrispondenza o in prossimità del fondo della scatola, permettendo così la fuoriuscita del contenuto dalla sacca per gravità.

## Utilizzo
Per utilizzare il bag-in-box, solitamente bisogna spingere su un disco perforato e staccarlo, dietro al quale è posizionato il rubinetto, che va afferrato e estratto dalla scatola.